# تیمور آلفردو کاپلینی
تیمور آلفردو کاپلینی (به انگلیسی: Italian monitor Alfredo Cappellini) یک کشتی بود که طول آن ۳۶ متر (۱۱۸ فوت ۱ اینچ) بود. این کشتی در سال ۱۹۱۵ ساخته شد.